# 912
912 (CMXII) je bilo prestopno leto, ki se je po julijanskem koledarju začelo na sredo.

## Dogodki
- Normani naselijo Normandijo.

## Rojstva
- Nikefor II. Fokas, cesar Bizantinskega cesarstva († 969)

## Smrti
- 11. maj - Leon VI. Modri, cesar Bizantinskega cesarstva (* 866)
- 25. oktober - Rudolf I. Burgundski, kralj Zgornje Burgundije (* ok. 859)

Neznan datum
- Oleg Novgorodski, varjaški knez, ustanovitelj Kijevske Rusije